# قصر التيه (الفيوم)
معبد اللابرانت أو قصر التيه كما سماه اليونانيون، شيده الملك أمنمحات الثالث في هوارة قرب محافظة الفيوم بمصر وقد سمى قصر التيه بهذا الاسم لانه يوجد به أكثر من 3000 حجرة.
بني ملاصقًا لهرم هوارة و كان يضم 12 بهوًا كلها مسقوفة، ستة منها تتجه شمالًا وستة تتجه جنوبًا ولها بوابات تقابل الواحدة الأخرى تمامًا، ويحيط البناء كله جدار واحد، كما كان يوجد بالمبنى نوعان من الحجرات نصفها تحت الأرض والنصف الأخر على سطح الأرض، والحجرات السفلية بها ضريح الملك وأحزمة التماسيح المقدسة، ولم يتبقى من هذا الأثر حتى الآن إلا بعض آثار أعمدة الطابق العلوى ولم يكشف عن الطابق السفلى بعد.
تحكي أطلال معبد اللابرانت في صحراء هوارة المتاخمة لمدينة الفيوم المصرية، حكايات أسطورية عن ذلك المعبد الأشهر في التاريخ المصري القديم، الذي اعتبره كثير من الرحالة القدماء إحدى عجائب الدنيا السبع في التاريخ القديم، بل إنه كان يفوق في نظر كثيرين منهم معظم المعابد والآثار المصرية القديمة فخامة ومهابة، ومن بينها أهرام الجيزة ومعبد الكرنك.

## وصف هيرودوت لقصر التيه
يقول هيرودوت مسجلا اعجابه بقصر التيه:
 يحتوي على اثني عشر ساحة مغطاة - ستة على التوالي تواجه الشمال وستة جنوب - بوابات النطاق الأول المواجه تمامًا لبوابات الأخرى. في الداخل يتكون المبنى من طابقين ويحتوي على ثلاثة آلاف غرفة نصفها تحت الأرض والنصف الآخر فوقها مباشرة. تم نقلي عبر الغرف في الطابق العلوي ، لذا فإن ما سأقوله عنهم هو من ملاحظتي الخاصة ، لكن الغرف الموجودة تحت الأرض لا يمكنني التحدث عنها إلا من خلال التقرير ، لأن المصريين المسؤولين رفضوا السماح لي برؤيتهم ، لأنهم تحتوي على مقابر الملوك الذين بنوا المتاهة وكذلك مقابر التماسيح المقدسة. الغرف العلوية ، على العكس من ذلك ، رأيت بالفعل ، ومن الصعب تصديق أنها من عمل الرجال ؛ كانت الممرات المحيرة والمعقدة من غرفة إلى أخرى ومن محكمة إلى محكمة عجيبة لا تنتهي بالنسبة لي ، حيث انتقلنا من فناء إلى غرف ، ومن غرف إلى صالات عرض ، ومن صالات عرض إلى غرف أكثر ، ومن هناك إلى المزيد من الأفنية. سقف كل غرفة وفناء ومعرض مثل الجدران من الحجر. الجدران مغطاة بأشكال منحوتة ، وكل فناء مبني بشكل رائع من الرخام الأبيض ويحيط به صف أعمدة. 
وقد قيل انه من الصعب الخروج منه بعد دخوله نظرا لوجود شيء يشبه المتاهة الموجودة حاليا فكان الكهنة يدخلون هذا القصر بورقة مثل الخريطة ليستطيعوا الدخول.
خلال القرن التاسع عشر ، تم اكتشاف بقايا هذا الهيكل المصري القديم في هوارة بالفيوم بواسطة فلندرز بيتري عند سفح هرم الأسرة المصرية الثانية عشر للملك أمنمحات الثالث (حكم حوالي 1860 قبل الميلاد إلى 1814 قبل الميلاد). الروايات الكلاسيكية للعديد من المؤلفين (هيرودوت ، سترابو ، بليني الأكبر ، من بين آخرين) ليست متسقة تمامًا ، ربما بسبب تدهور الهيكل خلال العصور الكلاسيكية. قد يكون الهيكل عبارة عن مجموعة من المعابد الجنائزية مثل تلك التي توجد عادة بالقرب من الأهرامات المصرية. تشير السجلات إلى أن سبك نفرو ، ابنة أمنمحات ، قامت بإضافات إلى المجمع خلال فترة حكمها كملك على مصر.
في عام 1898 ، وصف قاموس هاربرز للآثار الكلاسيكية الهيكل بأنه «الأكبر من بين جميع المعابد في مصر ، ما يسمى بالمتاهة ، والتي ، مع ذلك ، تم الحفاظ على أحجار الأساس فقط».
ألهم وصف هيرودوت للمتاهة المصرية بعض المشاهد المركزية في رواية فرعون التاريخية لبوليسلاف بروس لعام 1895.

## أسطورة المعبد
ويرجع بناء هذا المعبد العظيم إلى تأثر الحضارة المصرية القديمة، بالحضارة اليونانية، التي عرفت مثل هذا البناء، وشيدت مثله، على نحو ذلك المبنى ذي الممرات الفرعية المعقدة، الذي بناه دايدالوس للملك مينوس ملك كريت، حسبما تقول الأسطورة اليونانية القديمة، وقد أراد الملك أن يجعل من هذا المبنى سجناً لوحش أسطوري، كان يطلق عليه في الأساطير اليونانية القديمة اسم المينوتور، وهو كائن خرافي كان يهاجم الناس، ولا يتوقف عن التنكيل والدمار، إلا إذ ضحى الشعب كل عام بسبعة من خيرة شباب أثينا القديمة، وسبع من الفتيات العذارى فائقات الجمال.
وتروي الأساطير اليونانية أن ثيسيوس، ابن الملك الأثيني ذهب إلى المتاهة وقتل الوحش، قبل أن يتمكن من شق طريقه إلى الخارج، خلال الممرات الفرعية الملتوية، بعدما زودته أريادنه ابنة مينوس بكرة من الخيط، ليستخدمها في طريقه إلى الداخل، ثم يتعقب هذه الخيوط عند الخروج فلا يضيع في المتاهة.
يربط بعض المؤرخين القدماء بين الملك المصري القديم أمنمحات الثالث الذي ذكروه باسم لاماريس، وبين هذا البناء الضخم، الذي أطلقوا عليه اسم لابيرنثوس، الذي اختصر في اللغة العربية إلى اللابرانت، وقد استعار الاسم المؤرخون اليونانيون من اسم قصر الحاكم في مدينة كنوسوس بجزيرة كريت القريبة من اليونان، وتتضمن الأجزاء السفلية من معبد اللابرانت رفات اثني عشر ملكاً من ملوك الأسر المصرية القديمة المختلفة.

## تاريخ
قديماً بناه أمنمحات الثالث على مساحه كبيرة يصفه من عصره هذا المعبد بأنه كان بناء ضخم ما يفوق معبد الكرنك ومعبد الأقصر كان المعبد يتألف من عدة قصور يقال أن عدد القصور كان بعدد المقاطعات الموجودة بالقطر المصري، وبين القصور قاعات تحيط بها أعمدة متلاصقة كلها في صفا واحداً أما المدخل فكان أمامه طرق طويلة مغطاة ومتعجرفة ومتداخلة مع بعضها البعض حتى لا يمكن لأى شخص أن يدخل إلى القاعات أو يخرج منها بدون خريطة أو مرشد وتضمنت الأجزاء السفلية رفات إثنى عشر ملكاً، كما وجد بها رفات التماسيح رمز إقليم الفيوم.
أما في القرون الوسطى إمتدت إليه يد سكان إهناسيا وإستعملوه لبناء مساكنهم، وإستمر هذا الصرح العظيم بمثابة محجر إلى أن جاء العصر الحديث أما في العصر الحديث لم يهتم به أحد بل زادت الكارثة في القرن التاسع عشر، حيث أستخدمت حجارة المعبد في بناء خط سكة حديد الفيوم ولم يتبقى من القصر غير مساحة تنتشر بها أعمدة الحجر الجيري والصخور والجرانيت.